# Amsterdam-Rhenkanalen

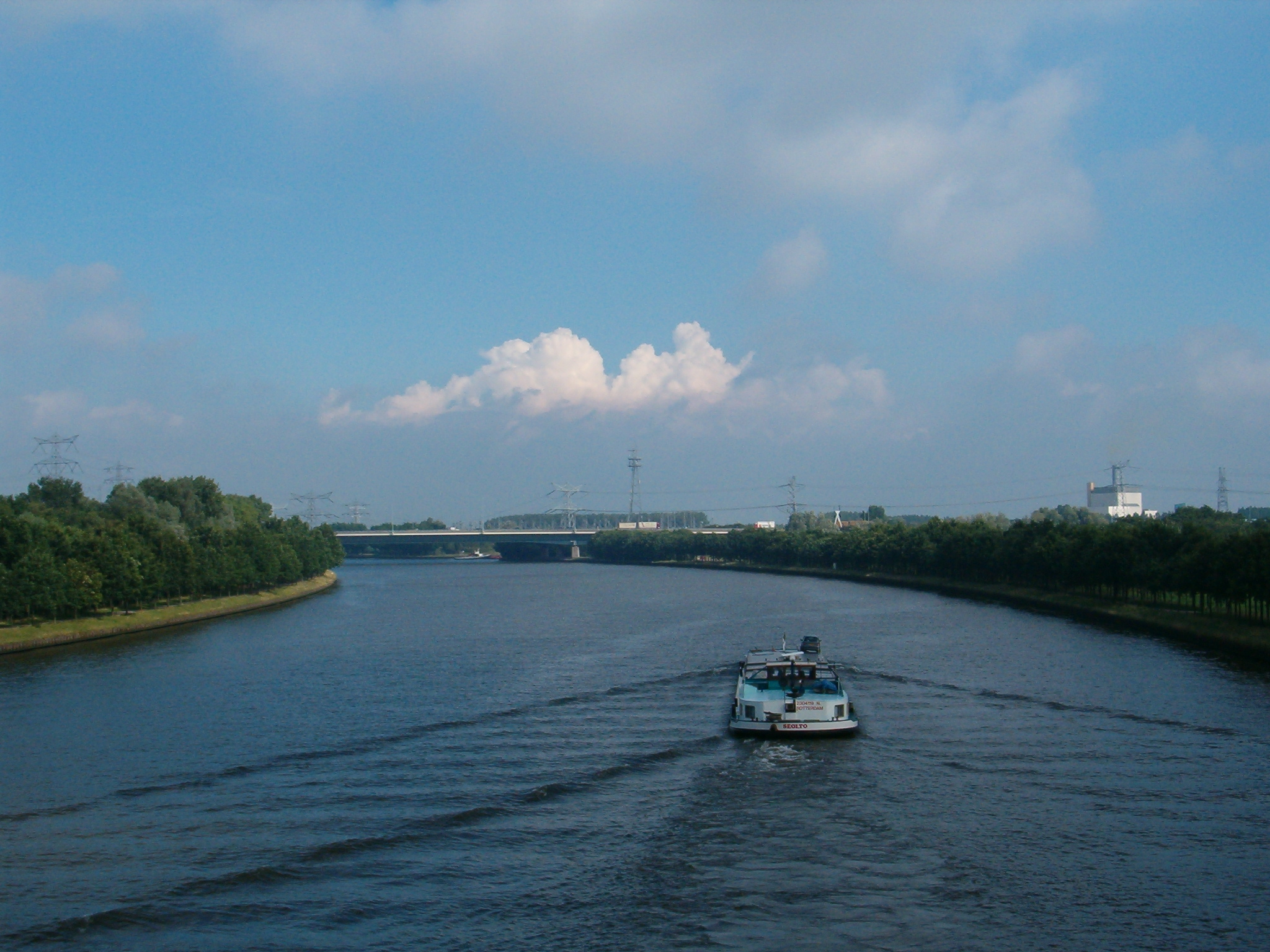
Amsterdam-Rhenkanalen

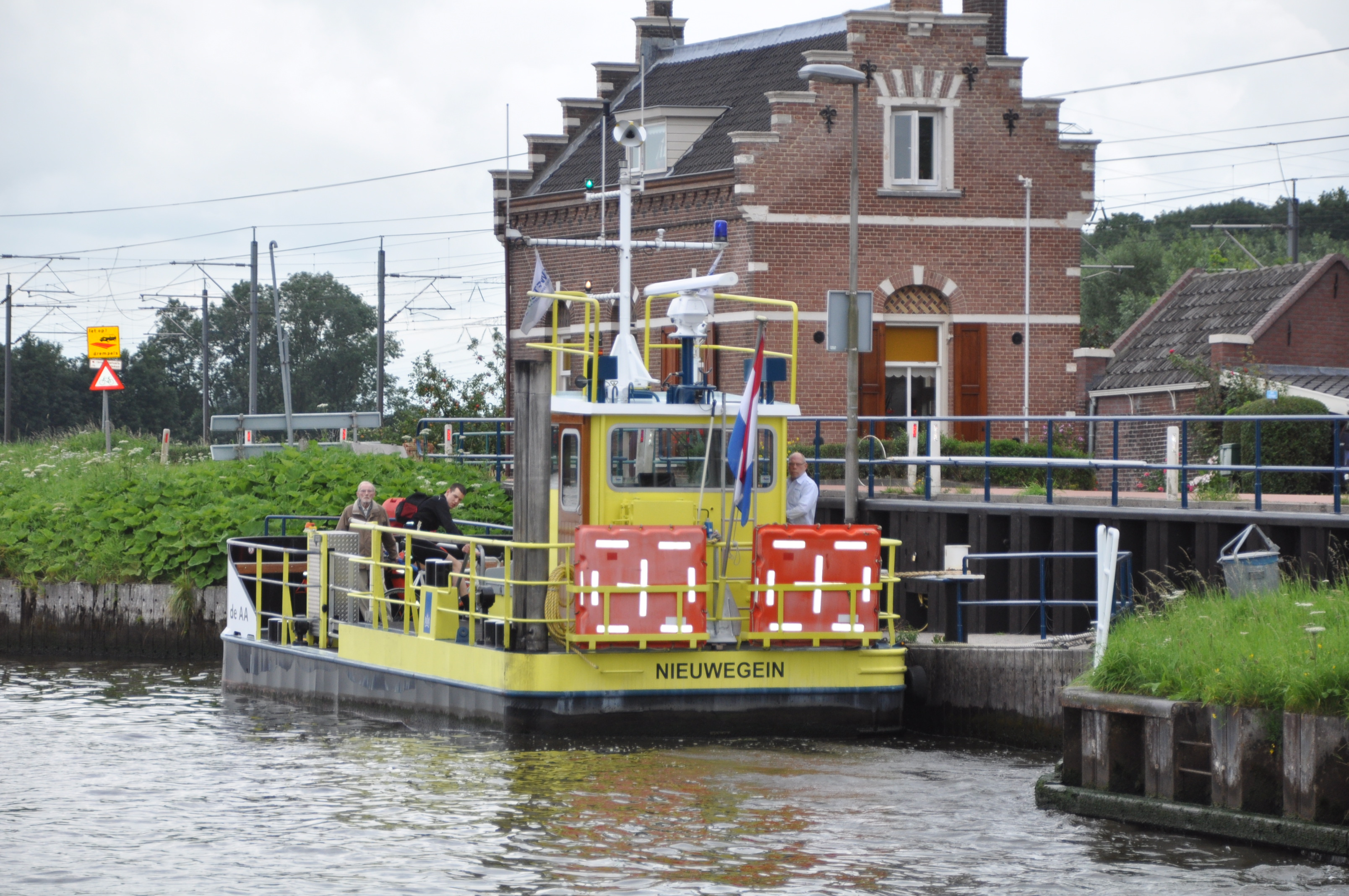
Färjan De AA nära Nieuwersluis, en färjelinje som tidigare trafikerades med spårfärja

Karta

Amsterdam-Rhenkanalen (nederländska: Amsterdam-Rijnkanaal) är en kanal i Nederländerna mellan Amsterdam och Rhendeltat. Från Amsterdams hamn går den i sydöstlig riktning genom staden Utrecht mot Wijk bij Duurstede, där den tvärar över Lek och på andra sidan fortsätter fram till floden Waal nära Tiel, med en förgrening, Lekkanaal, till Lek nära Nieuwegein.
Den 72 kilometer långa, 100–200 meter breda och sex–nio meter djupa kanalen började byggas 1932 och slutfördes 1952.
På Amsterdam-Rhenkanalen seglar 100 000 fartyg per år[källa behövs] och den är därmed den mest trafikerade kanalen i världen med avseende på antalet fartygspassager.

## Historik
Före Amsterdam-Rhenkanalen användes Merwedekanalen, som togs i drift 1892, och innan dess fanns Kölnkanalen från 1825. Efter diskussioner om alternativ antogs den så kallade Mussert-planen 1931, vilken hade lagts fram av Anton Mussert som var chefsingenjör för Utrechts vattenförvaltning. Den gick ut på att använda sig av en kortare rutt än andra förslag och att ha en och samma vattennivå mellan Amsterdam och floden Lek, och därmed slippa slussar där.
Avsnittet mellan Utrecht och Lek togs i bruk i augusti 1938, och i maj 1952 öppnades hela kanalen.
Den norra delen av kanalen mellan Amsterdam och Utrecht är en vidgning av Merwedekanalen, medan den södra halvan av Merwedekanalen ersattes av en ny kanal. Den gamla södra delen av Merwedekanalen bevarades under sitt gamla namn. Amsterdam-Rhenkanalen kompletterades med grenen Lekkanalen mellan Jutphaas och Vreeswijk.
Kanalen breddades mellan 1965 och 1981 till 100 meter, respektive 120 meter.

## Överfart över kanalen
Det finns 37 broar över kanalen på 32 platser samt motorvägs- och spårvägstunneln Piet Heintunnel under mynningen av kanalen i Amsterdam.
Nära Nieuwesluisen upprätthåller Rijkswaterstaat gratisfärjan Nieuwer ter Aa-Breukelen med motorfärjan De Aa för fotgängare och cyklister. Det är en rest av tidigare sex små färjor, där trafiken bedrevs med spårfärja.

## Slussar
- Prinsessan Ireneslussen (Wijk bij Duurstede)
- Prinsessan Marijkeslussen (Rijswijk)
- Prins Bernhardslussen (Tiel)
- Plofslussen, en vattenkontrollsluss som en del av försvarslinjen Den nya nederländska vattenlinjen

## Hamnar
- Weesp
- Nigtevecht
- Lage Weide i Utrecht
- Wijk bij Duurstede
- Tiel

## Bildgalleri

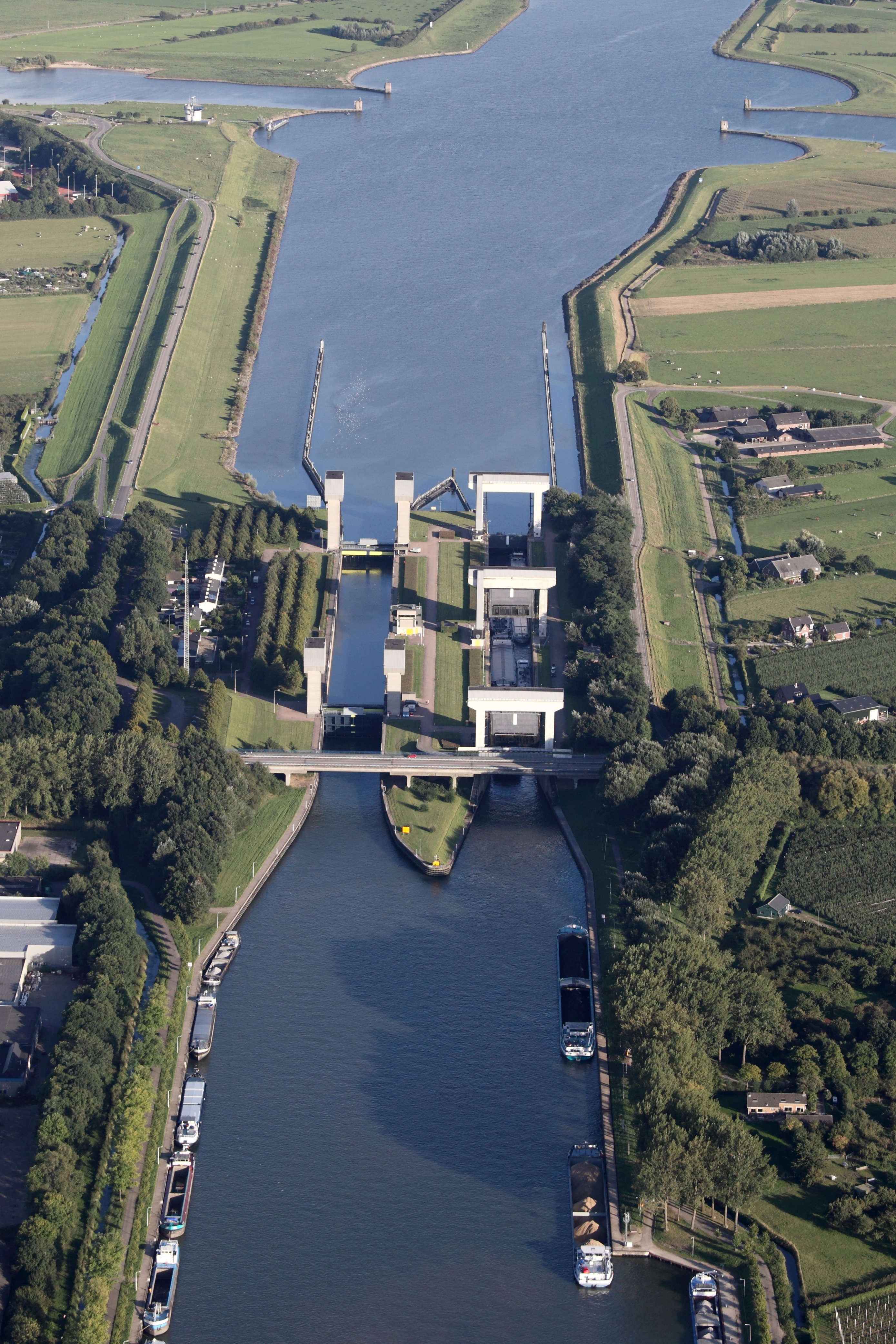
Prinsessan Ireneslussen vid floden Lek
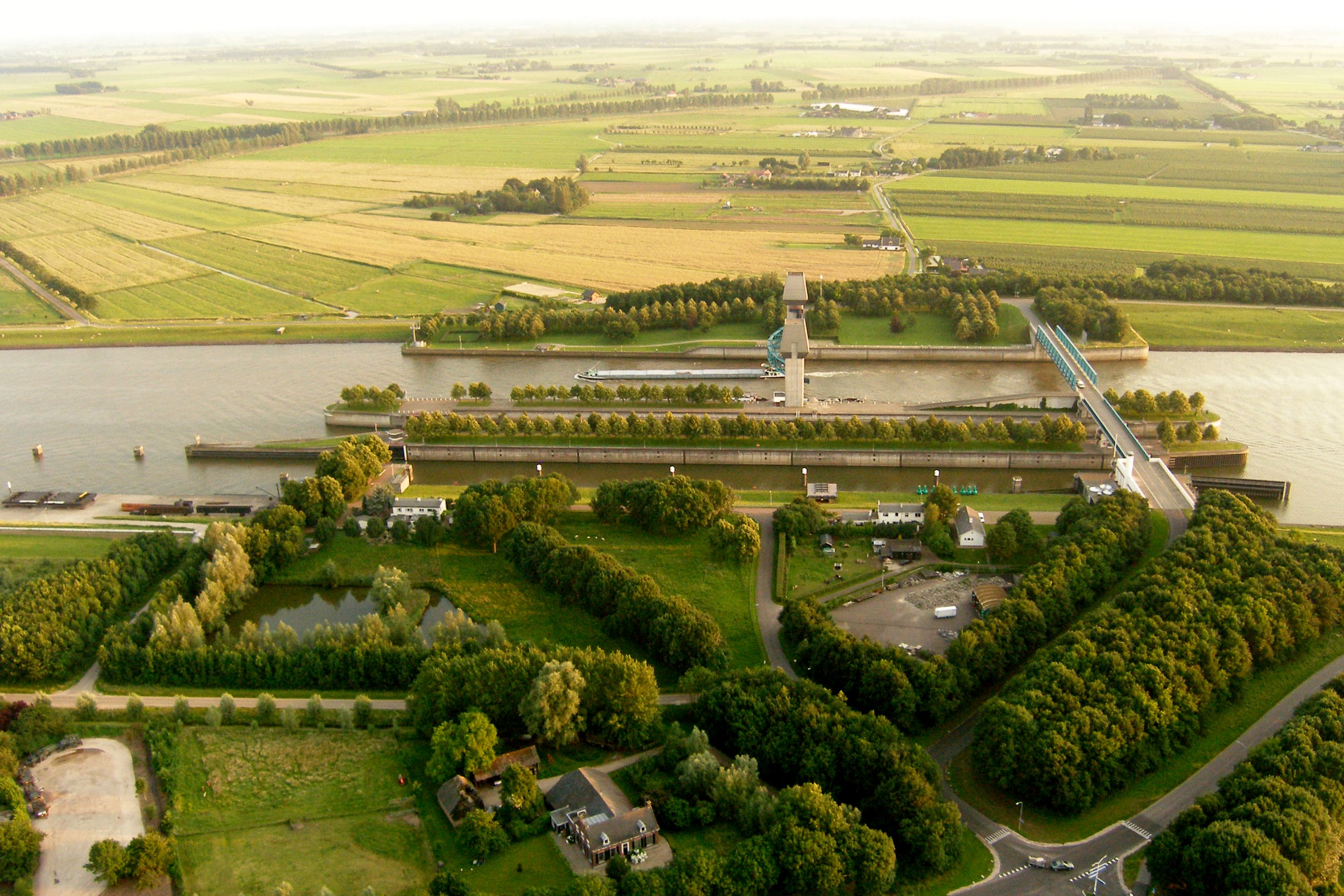
Prinsessan Marijkeslussen
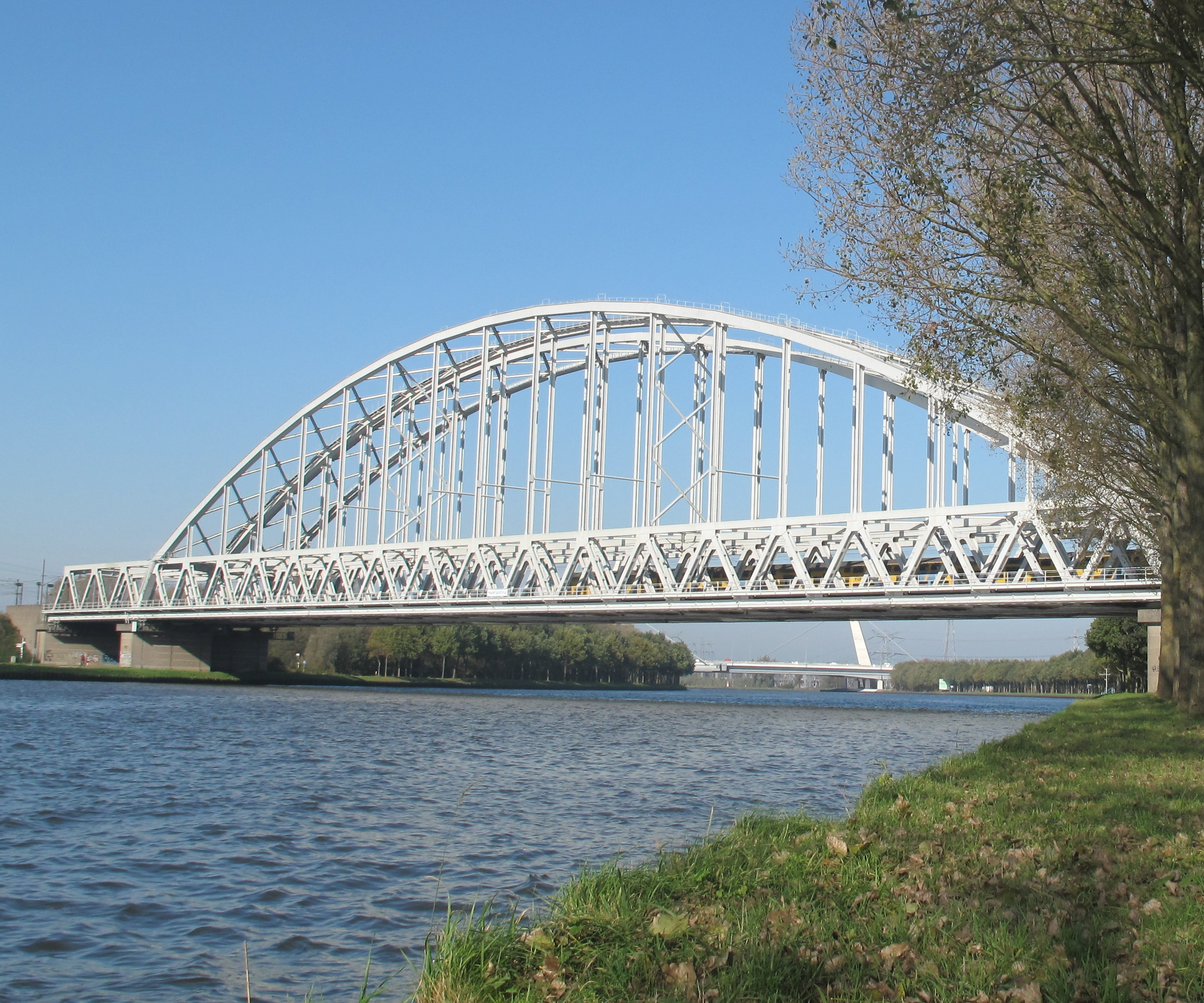
Muidersjärnvägsbron vid Weesp
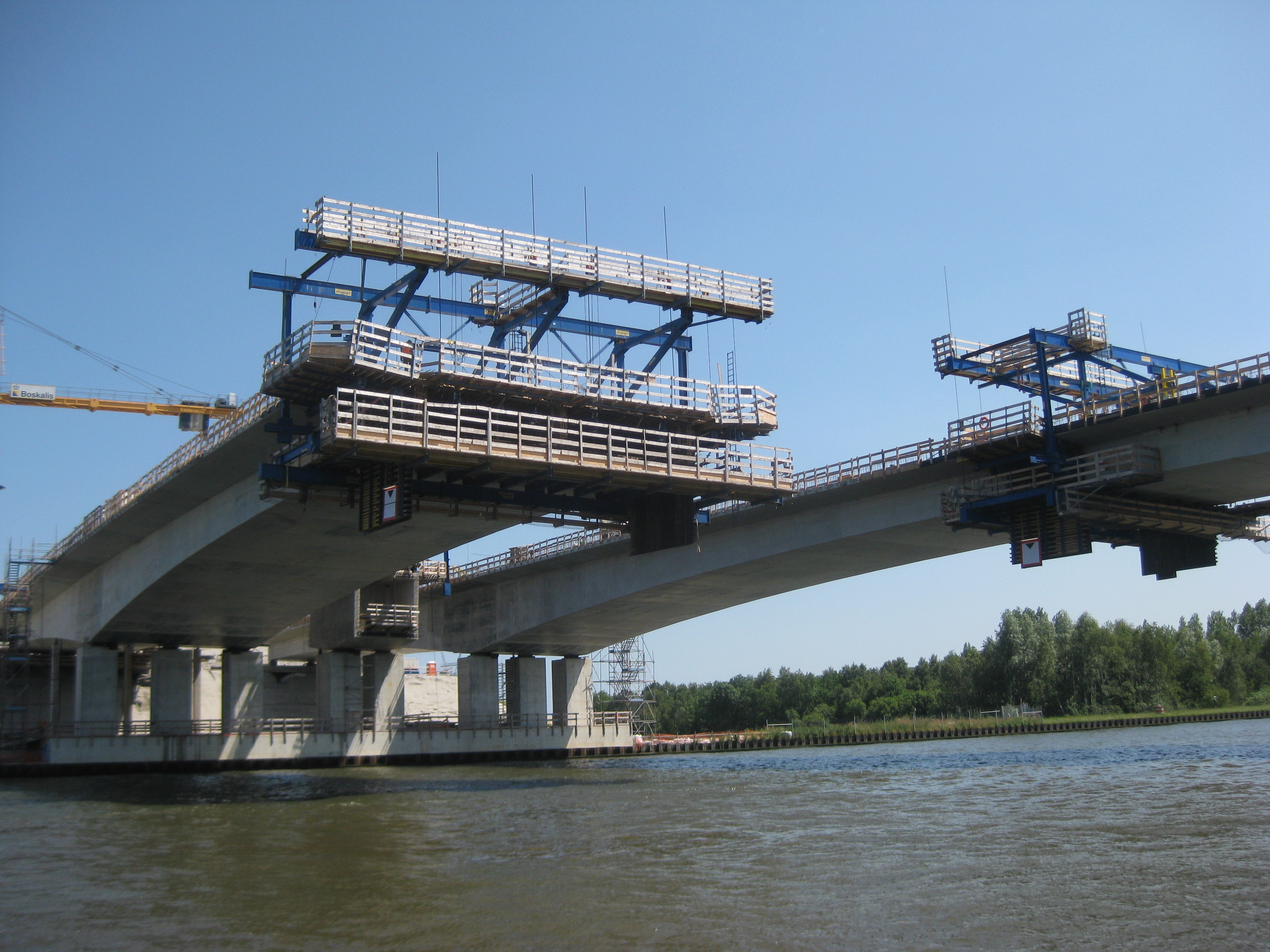
Betlembroarna för A9 och A1 i öppnat tillstånd